# 1443
| [ Edytuj tabelę ]                          | |
| Król Polski                                | - 1434 Władysław III Warneńczyk 1444 |
| Książę Albanii                             | - 1443 Skanderbeg 1468 |
| Współksiążęta Andory                       | - 1437 Arnau Roger de Pallars 1461 - 1436 Gaston IV 1472 |
| Król Anglii                                | - 1422 Henryk VI 1461 |
| Król Aragonii i Walencji, hrabia Barcelony | - 1416 Alfons V Aragoński 1458 |
| Władca Azteków                             | - 1440 Montezuma I 1468 |
| Elektor Brandenburgii                      | - 1440 Fryderyk II Żelazny 1471 |
| Książę Bawarii-Ingolstadt                  | - 1413 Ludwik VII Brodaty 1443 - 1443 Ludwik VIII Młodszy 1445 |
| Książę Bawarii-Landshut                    | - 1393 Henryk XVI Bogaty 1450 |
| Książę Bawarii-Monachium                   | - 1438 Albert III 1460 |
| Książę Burgundii                           | - 1419 Filip III Dobry 1467 |
| Cesarz Bizancjum                           | - 1425 Jan VIII Paleolog 1448 |
| Sułtan Brunei                              | - 1433 Sulaiman 1473 |
| Cesarz Chin                                | - 1435 Zhu Qizhen 1449 |
| Król Cypru                                 | - 1432 Jan II 1458 |
| Król Czech                                 | - 1440 Władysław Pogrobowiec 1457 |
| Król Danii                                 | - 1440 Krzysztof Bawarski 1448 |
| Dalajlama                                  | - 1391 Gendun Drup 1474 |
| Władca Egiptu                              | - 1438 Czakmak 1453 |
| Cesarz Etiopii                             | - 1434 Zara Jaykob Konstantyn 1468 |
| Król Francji                               | - 1422 Karol VII 1461 |
| Hrabia Holandii                            | - 1433 Filip III Dobry (z Burgundii) 1467 |
| Władca Inków                               | - 1438 Pachacutec 1471 |
| Cesarz Japonii                             | - 1428 Go-Hanazono 1464 |
| Kalif                                      | - 1441 Al-Mustakfi II 1451 |
| Król Kastylii i Leónu                      | - 1406 Jan II Kastylijski 1454 |
| Patriarcha Konstantynopola                 | - 1440 Metrofan II 1443 - 1443 Grzegorz III Mammas 1450 |
| Władca Korei                               | - 1418 Sejong Wielki 1450 |
| Wielki książę litewski                     | - 1440 Kazimierz IV Jagiellończyk 1492 |
| Cesarz Majapahitu                          | - 1429 Suhita 1447 |
| Sułtan Maroka                              | - 1421 Abdulhak II 1465 |
| Książę Mediolanu                           | - 1412 Filip Maria 1447 |
| Senior Monako                              | - 1436 Jan I 1454 |
| Wielki książę moskiewski                   | - 1425 Wasyl II Ślepy 1462 |
| Król Nawarry                               | - 1441 Jan II Aragoński 1479 |
| Król Norwegii                              | - 1442 Krzysztof Bawarski 1448 |
| Sułtan Omanu                               | - 1435 Abu al-Hasan 1451 |
| Elektor Palatynatu                         | - 1436 Ludwik IV 1449 |
| Papież                                     | - 1431 Eugeniusz IV 1447 - 1439 Feliks V 1449 |
| Król Portugalii                            | - 1438 Alfons V 1481 |
| Cesarz Rzymski (niemiecki)                 | - 1440 Fryderyk III Habsburg 1493 |
| Kapitanowie Regenci San Marino             | - 1442 Michele di Giovanni di Pasino Bianco di Antonio 1443 - 1443 Barnaba di Antonio Lunardini Mengo di Antonio 1443 - 1443 Luigi di Vita Menghino di Francesco Calcigni 1444 |
| Despota Serbii                             | - 1429 Jerzy I Branković 1456 |
| Elektor Saksonii                           | - 1428 Fryderyk II Łagodny 1464 |
| Król Szkocji                               | - 1437 Jakub II 1460 |
| Król Szwecji                               | - 1440 Krzysztof Bawarski 1448 |
| Król Tajlandii                             | - 1424 Borommaracha Thirat II 1448 |
| Sułtan Turków                              | - 1421 Murad II 1444 |
| Doża Wenecji                               | - 1423 Francesco Foscari 1457 |
| Król Węgier                                | - 1439 Władysław I 1444 |
| Cesarz Wietnamu                            | - 1442 Lê Nhân Tông 1459 |
| Wielki mistrz zakonu krzyżackiego          | - 1441 Konrad von Erlichshausen 1450 |

Rok 1443 / MCDXLIII
stulecia: XIV wiek ~
XV wiek ~
XVI wiek

lata: 1433 «
1438 «
1439 «
1440 «
1441 «
1442 «
1443
» 1444
» 1445
» 1446
» 1447
» 1448
» 1453

## Wydarzenia w Polsce
- 5 czerwca – najsilniejsze historyczne trzęsienie ziemi na obszarze Polski o magnitudzie ocenianej na powyżej 6 stopni w skali Richtera, jego epicentrum znajdowało się gdzieś na północ od Wrocławia. Największe straty odnotowano w samym Wrocławiu. W Krakowie zawaliło się sklepienie kościoła św. Katarzyny.
- 13 września – Koniecpol uzyskał prawa miejskie.

- data dzienna nieznana:
  - Bolko V Husyta został wyklęty z powodu przejmowania majątków ziemskich należących do kleru.
  - Zbigniew Oleśnicki odkupił od władców Cieszyna księstwo siewierskie.

## Wydarzenia na świecie
- 26 lutego – Alfons Wspaniały został królem Neapolu.
- 22 lipca – w bitwie pod St. Jakob wojskom sprzymierzonych ośmiu miast szwajcarskich nie udało się zdobyć Zurychu (wojna domowa w Szwajcarii).
- 3 listopada – bitwa w okolicach zamku Nisz, w której wojska węgierskie pokonały armię turecką będącą w znaczniej przewadze liczebnej.
- 28 listopada – albańscy powstańcy na czele ze Skanderbegiem zdobyli miasto Kruja w środkowej Albanii. Powstanie Skanderbega w Albanii przyniosło uniezależnienie kraju od sąsiadów; Skanderbeg uczynił zdobyte na Turkach miasto Kruja stolicą Albanii.
- 12 grudnia – bitwa pod Złaticą, zwycięstwo wojsk Władysława Warneńczyka nad Turkami.
- 15 grudnia – prawdopodobnie II bitwa pod Zlatanicą, zakończona porażką wojsk węgierskich.
- 24 grudnia – bitwa pod Melsticą, zwycięstwo wojsk Warneńczyka nad Turkami.

## Urodzili się
- 12 lutego – Giovanni II Bentivoglio, pan Bolonii w latach 1463-1506, jeden z najwybitniejszych przedstawicieli rodziny Bentivoglio (zm. 1508)
- 23 lutego – Maciej Korwin, król Węgier i Czech (zm. 1490)
- 5 grudnia – Juliusz II, papież (zm. 1513)

- Data dzienna nieznana:
  - Jan (Sacranus) z Oświęcimia, rektor Akademii Krakowskiej, kapelan i spowiednik królów, dyplomata (zm. 1527)
  - Magdalena Panattieri, włoska tercjarka dominikańska, błogosławiona katolicka (zm. 1503)

## Zmarli
- 9 maja – Mikołaj Albergati, włoski kartuz, kardynał, błogosławiony katolicki (ur. 1375)
- 5 czerwca – Ferdynand z Portugalii, syn króla Portugalii Jana I, mistrz zakonu Avis, błogosławiony katolicki (ur. 1402)

- data dzienna nieznana:
  - Zeami Motokiyo – japoński aktor i dramaturg (ur. 1363)